# Polygonatum stenophyllum
Polygonatum stenophyllum là một loài thực vật có hoa trong họ Măng tây. Loài này được Maxim. miêu tả khoa học đầu tiên năm 1859.